# Глодневе (Брянська область)
Глодневе (рос. Глоднево) — село у Брасовському районі Брянської області Росії. Входить до складу муніципального утворення Глодневське сільське поселення.
Населення — 737 осіб. Розташоване на річці Голоднівці за 20 км на схід від райцентру.
Нині в селі функціонують дитячий садок, будинок для людей похилого віку.

## Історія
Глодневе — одне з найбільш древніх поселень району, відоме з XVI століття. У XVII—XVIII ст. було центром Глодневського стану Комарицької волості, з 1861 — центром Глодневської волості Севського повіту, а в 1928—1929 — центром Глодневского району.